# Variabile Algol

Animazione di una binaria ad eclisse, sotto è riportata la curva di luce.

Una variabile Algol (o variabile di tipo Algol) è una stella binaria a eclisse.

## Descrizione
Il prototipo di questo tipo di stelle variabili è Algol (Beta Persei). La variabilità di Algol è stata scoperta dall'astronomo italiano Geminiano Montanari nel 1669. Il meccanismo alla base della sua variabilità è stato invece spiegato per la prima volta da John Goodricke nel 1782.
Attualmente sono note diverse migliaia di variabili Algol, l'ultima edizione del General Catalogue of Variable Stars (GCVS) del 2003  ne elenca 3554, circa il 9% di tutte le stelle variabili.
Quando la componente più fredda del sistema binario passa davanti alla stella più calda, parte della luce di quest'ultima viene bloccata, e la luminosità totale del sistema binario vista dalla Terra subisce un calo temporaneo. Questo è il cosiddetto minimo primario. La luminosità totale può decrescere, in modo minore, anche quando la componente più calda passa davanti a quella più fredda; questo è il minimo secondario.
Il periodo di tempo che intercorre tra due minimi primari è molto regolare, dipende dal moto di rivoluzione del sistema, il tempo cioè che impiegano le due componenti ad orbitare una intorno all'altra. 

Nella maggior parte dei sistemi binari le componenti sono abbastanza vicine, perciò il loro periodo è breve, di solito nell'ordine di pochi giorni. Il periodo più corto conosciuto è di circa 0,117 giorni (2,8 ore) e appartiene alla stella HW Virginis. Il più lungo è di circa 9892 giorni (27 anni) ed è della stella Epsilon Aurigae.
Le stelle componenti di un sistema binario tipo Algol hanno forma sferica o, al massimo, leggermente ellissoidale. Questa caratteristica le differenzia delle variabili Beta Lyrae e dalle Variabili W Ursae Majoris, in cui le due componenti sono così vicine da essere fortemente deformate dagli effetti gravitazionali.
Generalmente l'ampiezza della variazione di luminosità è nell'ordine di 1 magnitudine. La variazione più ampia conosciuta è di 3,4 magnitudini (V342 Aquilae). Le componenti dei sistemi tipo Algol possono avere un qualunque tipo spettrale, sebbene nella maggior parte dei casi esse sono di tipo B, A, F o G.
Nella tabella sottostante sono elencate alcune delle variabili Algol più luminose.
| Nome              | Tipo spettrale   | Magn. app. massima | Magn. app. minima | Periodo (giorni) |
| ----------------- | ---------------- | ------------------ | ----------------- | ---------------- |
| Beta Aurigae      | A2IV + A2IV-V    | 1,89               | 1,98              | 3,96             |
| Delta Velorum     | A0V + A1V        | 1,96               | 2,36              | 45,2             |
| Algol (prototipo) | B8V + K0IV       | 2,12               | 3,39              | 2,87             |
| Mintaka           | O9.5II + B0.5III | 2,20               | 2,32              | 5,73             |
| Gemma             | A0V + G5V        | 2,21               | 2,32              | 17,4             |
| Delta Cassiopeiae | A5V + ?          | 2,68               | 2,76              | 759              |
| Deneb Algedi      | A7III + ?        | 2,81               | 3,05              | 1,02             |
| Gamma Persei      | G8III + A3V      | 2,91               | 3,21              | 5346             |
| Epsilon Aurigae   | F0II-III + B5V   | 2,92               | 3,83              | 9892             |
| Eta Orionis       | B1V + B3V        | 3,31               | 3,60              | 7,99             |
| Lambda Tauri      | B3V + A4IV       | 3,37               | 3,91              | 3,95             |
| Zeta Aurigae      | K4Ib + B7V       | 3,70               | 3,97              | 972              |
| Omicron1 Cygni    | K4Iab + B4IV-V   | 3,73               | 3,89              | 3784             |
| Mu Sagittarii     | B8Ia + B1.5V     | 3,80               | 3,88              | 181              |
| Omicron2 Cygni    | K5Iab + B4IV-V   | 3,90               | 4,14              | 1147             |
| Zeta Phoenicis    | B6V + B9V        | 3,91               | 4,42              | 1,67             |
| Psi Centauri      | B9 + A2V         | 4,03               | 4,31              | 38,8             |